# رفتار همجنس‌گرایانه در جانوران
رفتارهای همجنس‌گرایانه در جانوران شامل گسترهٔ وسیعی از رفتارهایی می‌شود که به صورت مستقیم یا غیرمستقیم، جنسی تلقی می‌شوند. این رفتارها منحصر به آمیزش جنسی نیستند و شامل بسیاری کنش‌های جنسی-اجتماعی هستند. چنین رفتارهایی در میان تعداد بی‌شماری از جانوران دیده و ثبت شده‌اند و از جمله رفتارهای طبیعی معمول در همهٔ گروه‌های جانوری هستند.
برخلاف انسان‌ها، گرایش جنسی برای جانوران تعریف‌پذیر نیست و هر نمونه می‌تواند در عین حال هر دو رفتار دگرجنس‌خواهانه و همجنس‌خواهانه را از خود بروز دهد؛ از این رو، بررسی‌ها بر روی پدیده همجنسگرایی در میان جانوران منحصر به رفتارهای بروز داده شده از سوی آن‌ها است و نه گرایش احتمالی جنسیشان. این رفتارها، بسته به نوع تعریف‌شان، می‌توانند شامل ابراز محبت و مراسم متداول در جفت‌پیوندی، یا رفتارهای آشکارا آمیزشی همچون جفت‌گیری، تحریک جنسی، آمیزش دهانی، و سوار شدن باشند. بسته به گونه زیستی، تنوع این رفتارها می‌تواند بسیار گسترده باشد.
از دیدگاه فرگشتی، این پرسش که چرا جانوران اقدام به برقراری روابطی جنسی می‌کنند که عامل محرکشان زادآوری نیست، ذهن پژوهشگران را برای دهه‌های متوالی به خود مشغول کرده‌است؛ چرا که طبق برداشت کلاسیک از فرگشت، تلاش هر یاخته بر افزایش موالید خود است تا شانس رسیدن ژن خود به نسل بعدی را بالا برد. اگرچه پژوهش‌های گوناگون تلاش کرده‌اند تا علت پدید آمدن این رفتارها را از این منظر توضیح دهند، اما تاکنون هیچ نظریهٔ فراگیری که بتواند کارکرد فرگشتی چنین رفتارهایی را در گروه گسترده‌ای از جانوران توضیح دهد، بیان نشده‌است. چنین چیزی عده‌ای از دانشمندان را بر این باور رسانده‌است که پدید آمدن این رفتارها، نه به خاطر کارکرد ویژه‌شان، بلکه محصول جانبی دیگر سازوکارهای مرتبط با فرگشت و نیز تنوع زیستی موجود در زمین است. در بسیاری از کنش‌های همجنسگرایانه، می‌توان ردپای تعاملات جنسی-اجتماعی گروه‌های جانوری را، به ویژه در میان گروه‌های از دیدگاه فرگشتی پیشرفته‌تری که ساختارهای اجتماعی پیچیده دارند، مشاهده کرد. این مشاهدات در بیشترین میزان خود در میان گروه‌های نخستی دیده می‌شوند؛ گروهی که نزدیک‌ترین ارتباط را با انسان دارا هستند.
بررسی‌های دیگر تلاش کرده‌اند ارتباط ژنتیک و محیط زندگی را در بروز چنین رفتارهایی دریابند. ایجاد جهش در ژن‌های تعدای از جانوران، به ویژه مگس‌های سرکه، اگرچه توانسته‌است به درک دلایل مختلف بروز این رفتارها کمک کند، اما به نتیجه فراگیری دربارهٔ تأثیر ژنتیک منجر نشده‌است. بررسی‌های محیطی و تأثیر محیط‌های بسته با انتخاب جنسی محدود، بالا رفتن میزان رفتارهای همجنس‌خواهانه را نشان داده‌اند. همچنین، تلاش به دستیابی به لذت صِرف در رابطهٔ جنسی (صرف نظر از دگرجنس‌گرایانه یا همجنس‌گرایانه بودن آن) می‌تواند دلیل دیگری بر پدیدآمدن این رفتارها باشد.

## گرایش جنسی در جانوران

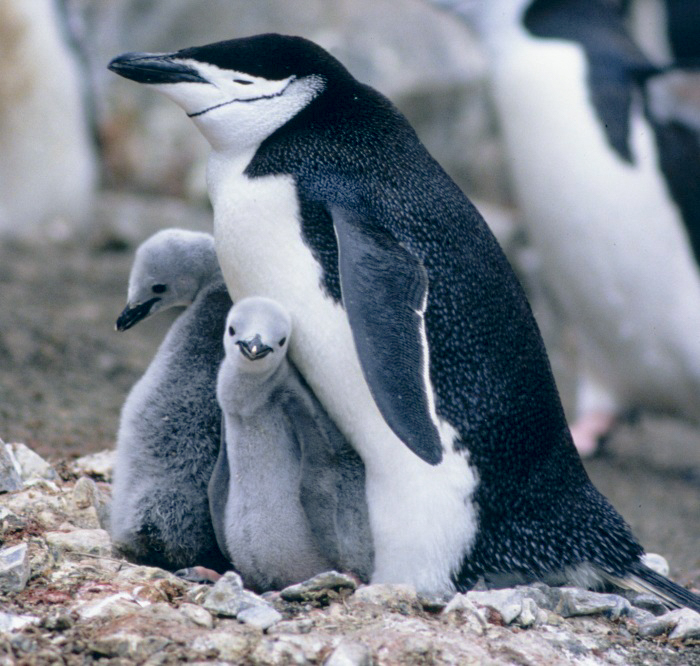
روی و سیلو، زوج پنگوئن نر باغ‌وحش نیویورک؛ هنگامی که تخمی واقعی در زیر آن‌ها گذاشته شده، این دو از جوجهٔ به‌دنیاآمده همانند فرزند خودشان نگهداری کردند. در پرونده: پنگوئن ریش‌خطی

دانستن اینکه یک جانور در اصل دارای چه گرایش جنسی است، دشوار و گاه ناممکن است؛ چرا که پی بردن به گرایش جنسی جانوران، نیازمند بررسی تک‌تک رفتارهای جنسی آن‌ها در طی زمانی طولانی است. پرسش دربارهٔ اینکه آیا وجود رفتارهای همجنسگرایانه در جانوران، دلیلی بر همجنسگرایی مطلق تعدادی از آن‌ها می‌شود یا آنکه آن جانوران در هر زمان دارای دوجنسگرایی هم‌زمان هستند، پاسخ مشخصی ندارد. تنها رفتارهای بلندمدت نمونه‌های مشخص از یک جانور، می‌تواند به تشخیص گرایش جنسی آن‌ها کمک کند. برای بعضی از جانورانی که در طول زندگی خود به همسرانشان وفادار می‌مانند – همچون پرندگانی همانند مرغ نوروزی نقره‌ای، غاز خاکستری و پنگوئن همبهولت – این رفتار به خوبی ثبت شده‌است و درازمدت بودن ارتباط همجنسگرایانه در نمونه‌ها توانسته‌است ثابت کند که تعدادی از این جانوران، در طول زندگی خود همواره با همجنس خود به سر می‌برند.
طبیعت تک‌همسر پرندگان باعث می‌شود که رهگیری زوج‌های همجنس ساده باشد. در بسیاری از پرندگانی همچون قوی سیاه و مرغ نوروزی نوک‌حلقه‌ای، پیوندی زوجی تا همهٔ عمر برقرار می‌ماند، مگر آنکه یکی از زوج‌ها بمیرد یا آنکه به ندرت از هم جدا شوند. در میان پستانداران، وجود روابط همجنسگرایانهٔ بلندمدت نادر است. در این میان، استثناهایی همچون دلفین‌های پوزه‌بطری وجود دارند که روابط بلندمدتی برقرار می‌کنند که گاه تا ۱۰ سال یا حتی تا پایان عمر هم طول می‌کشد.
در موارد بسیار نادری، «ترجیح» جفت‌گیری با همجنس بر جفت‌گیری با جنس مخالف، حتی در حضور آن، به ثبت رسیده‌است. در سنجاقک‌های دم‌آبی، نرهایی که پیشتر در گروه‌های کامل نر حضور داشته‌اند، هنگامی که در معرض انتخاب میان نر و ماده قرار گرفته‌اند، نر را برگزیده‌اند. این «انتخاب» نسبت به محیط زندگی پیشین انعطاف پیدا می‌کرده، و با تغییر در ترکیب اجتماعی که سنجاقک‌ها در آن قرار داشته‌اند، دگرگون می‌شده‌است.
با همهٔ این‌ها، رفتارها و نمودهای همجنسگرایانه در جانوران را نمی‌توان به گرایش جنسی یا هویت جنسی ربط داد و اغلب این تعاریف (از جمله گی، لزبین، و غیره)، تنها برای انسان‌ها تعریف‌پذیر هستند. برای نمونه، دریافتن اینکه شخصی چه گرایش جنسی دارد شامل بررسی خیال‌پردازی‌های وی نیز می‌شود؛ چیزی که پی بردن به آن در جانوران (حتی در صورت اینکه چیزی همانند خیال در ذهنشان به راستی وجود داشته باشد) برای پژوهشگران ناممکن است. همچنین، هویت جنسی نیازمند وجود قدرت تشخیص خود است؛ چیزی که جز در کپی‌های بزرگ و دلفینها، در جانور دیگری دیده نشده‌است. پژوهشگران تنها می‌توانند آنچه را که جانوران انجام می‌دهند، ببینند؛ اما توانایی دانستن آنچه که آن‌ها خواستارش هستند را ندارند. از این رو، اطلاق عبارت «همجنسگرایی در جانوران» مناسب به نظر نمی‌رسد چرا که گرایشی جنسی تعریف‌شده برای انسان را در حوزه جانوران ترسیم می‌کند. در چنین مواردی، پژوهشگران از واژگان «رفتار همجنسگرایانه» یا «رفتار میان دو همجنس» بهره می‌گیرند.

## نمودها

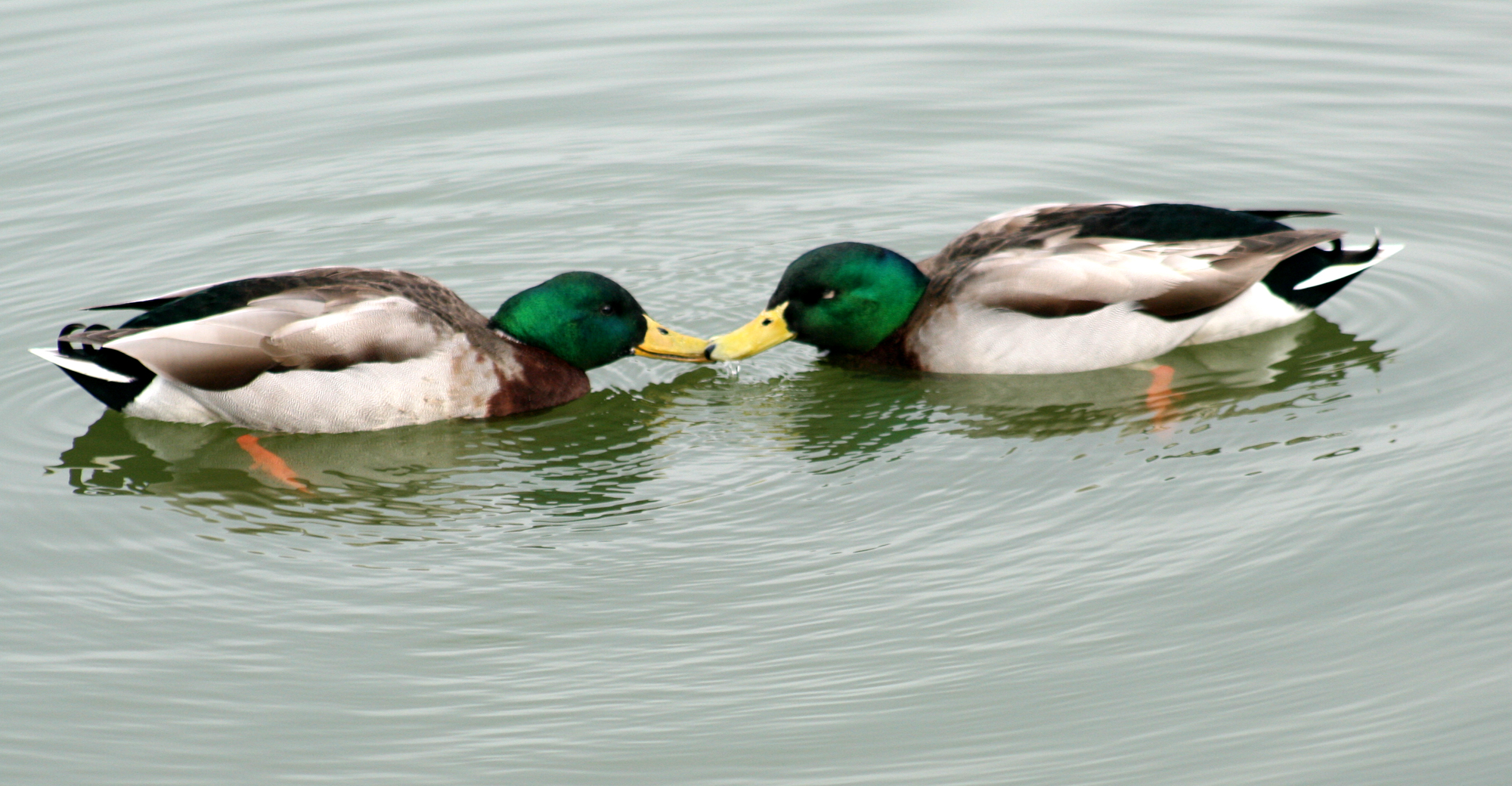
«نوک‌مالی» از جمله رفتارهای همجنس‌گرایانهٔ متداول در میان پرندگان است. در تصویر، دو سرسبز نر در حال مالیدن نوک‌ها به همدیگر.

برخلاف تصور متداول، رفتار همجنسگرایانه چه در انسان و چه در جانوران، گسترهٔ بزرگی از رفتارهای مستقل از آمیزش جنسی را شامل می‌شود. با این حال، تقسیم‌بندی رفتارهای جانوران به گروه‌های مشخص، به دلیل نبود مرز مشخص میان بروز یک رفتار و نمودهای مختلف آن در جانوران گوناگون مشکل است. از آنجا که نمی‌توان همهٔ رفتارهای جنسی و اجتماعی جانوران را از هم جدا کرد، بعضی پژوهشگران مخالف این تقسیم‌بندی هستند و تنها رفتارهایی را که تحریک مستقیم جنسی را شامل شوند، جزو رفتارهای جنسی به‌شمار می‌آورند. بعضی دیگر اما همهٔ رفتارهایی (اجتماعی یا جنسی) را که در نهایت جایگاه جنسی–اجتماعی دارند جزو دستهٔ بزرگتر رفتارهای همجنسگرایانه می‌شناسند. در حالت کلی، می‌توان گسترهٔ رفتارهای همجنسگرایانه در جانوران را به پنج گروه عمده تقسیم کرد؛ رفتارهای جفت‌گیری، مهر، سکس، جفت‌پیوندی، و فرزندداری.
جفت‌گیری رفتاری است که جانوران برای جلب علاقهٔ جفت خود انجام می‌دهند و می‌تواند شامل حرکات بدنی یا درآوردن صداهای ویژه باشد. در صورتی که ابراز علاقه دوطرفه باشد، دیگر جفت نیز اقدام به انجام همین حرکات می‌کند. آداب جفت‌گیری اغلب پیش‌درآمد رابطهٔ جنسی و محکم‌کنندهٔ جفت‌پیوندی میان دو جانور است. در میان جفت‌های همجنس، بسیاری از جانوران از آمیزه‌ای از رفتارهای پرتحرک و نمایش‌گونه‌ای چون بادکردن و به‌رقص‌درآوردن پرها در پرندگان یا تماس بدنی و تمیز کردن و سر خم کردن در پستانداران بهره می‌گیرند. مرغ‌های نوروزی برای هم غذا هدیه می‌آورند، قوهای سیاه، رقص هماهنگ سر و گردن اجرا می‌کنند، نهنگ‌های قاتل به شکل هم‌زمان در آب به دور خود می‌پیچند، و بعضی پرندگان جست و خیز و به دنبال هم پرواز کردن را اجرا می‌کنند. این رفتارها در بعضی جانوران همراه با تولید صدا نیز هست؛ انواع پستانداران و پرندگان برای جفت‌های خود صداهای گلویی مختلفی تولید می‌کنند که هم نقش جذب جفت را دارند و هم در پیوند جفت‌پیوندی مناسبند. بعضی نیز اگرچه از گلو صدایی بیرون نمی‌آورند، اما رفتار جفت‌گیریشان شامل ایجاد صداهای مختلف می‌شود. برای نمونه، صخره‌خروس‌های گینه‌ای نر، سیاه‌خروس‌های طوق‌دار، و جولاهای سرخ در جفت‌گیری خود با زدن پر و بالشان به محیط اطراف و سنگ‌ها، صداهای تپشی گوناگونی پدیدمی‌آورند. این صداها ممکن است تحریک‌کننده جنسی باشند؛ برای نمونه دلفین‌های پوزه‌بطری نوعی سوت ویژه در کنار اندام‌های جنسی جفتشان تولید می‌کنند تا به تحریکشان بپردازند.
ابراز علاقه یا مهرورزی به مجموعه‌ای از رفتارهای اجتماعی–جنسی گفته می‌شود که در آن‌ها جانوران درگیر کنش‌هایی می‌شوند که آشکارا جنسی نیستند (یعنی شامل تماس اندام‌های جنسی نمی‌شوند)، اما درون‌مایه‌های آشکار جنسی دارند. این رفتارهای مهرورزانه، در میان نزدیک به یک چهارم همهٔ جانوران دیده می‌شوند و بعضی از آن‌ها نیز میان نمونه‌های همجنس پدید می‌آیند. یکی از این رفتارها، «خارش و مالش» است. شیرهای نر پیش از آمیزش با هم، سرها را به هم می‌مالند و کل‌ها هم با مالیدن شاخ‌ها به هم تحریک جنسی می‌شوند. مالاندن بدن و خارش یکدیگر در میان دلفین‌ها و کپی‌ها و بابون‌های همجنس نیز مرسوم است. دیگر نوع این ابراز علاقه، «بوسیدن» است. بوسیدن و ارتباط دهانی در میان جانوران متعددی از جمله گاوهای دریایی، فیل‌های آفریقایی، و پرندگان دیده شده‌است. در انواع گوناگون نخستی‌ها، بوسیدن کمابیش همانند آنچه در انسان‌ها روی می‌دهد، وجود دارد؛ بوسه بونوبوها اما شامل تماس کامل و شهوانی دهانی با تحریک زبانی فراوان است. از دیگر رفتارهای مهرورزانه در میان جفت‌های همجنس می‌توان به در آغوش گرفتن، بازی–نبردهای دارای درون‌مایه جنسی، گاز گرفتن، در هم تنیدن خرطوم، و تماس آرام دست‌ها و پاها با بدن جفت دیگر اشاره کرد.

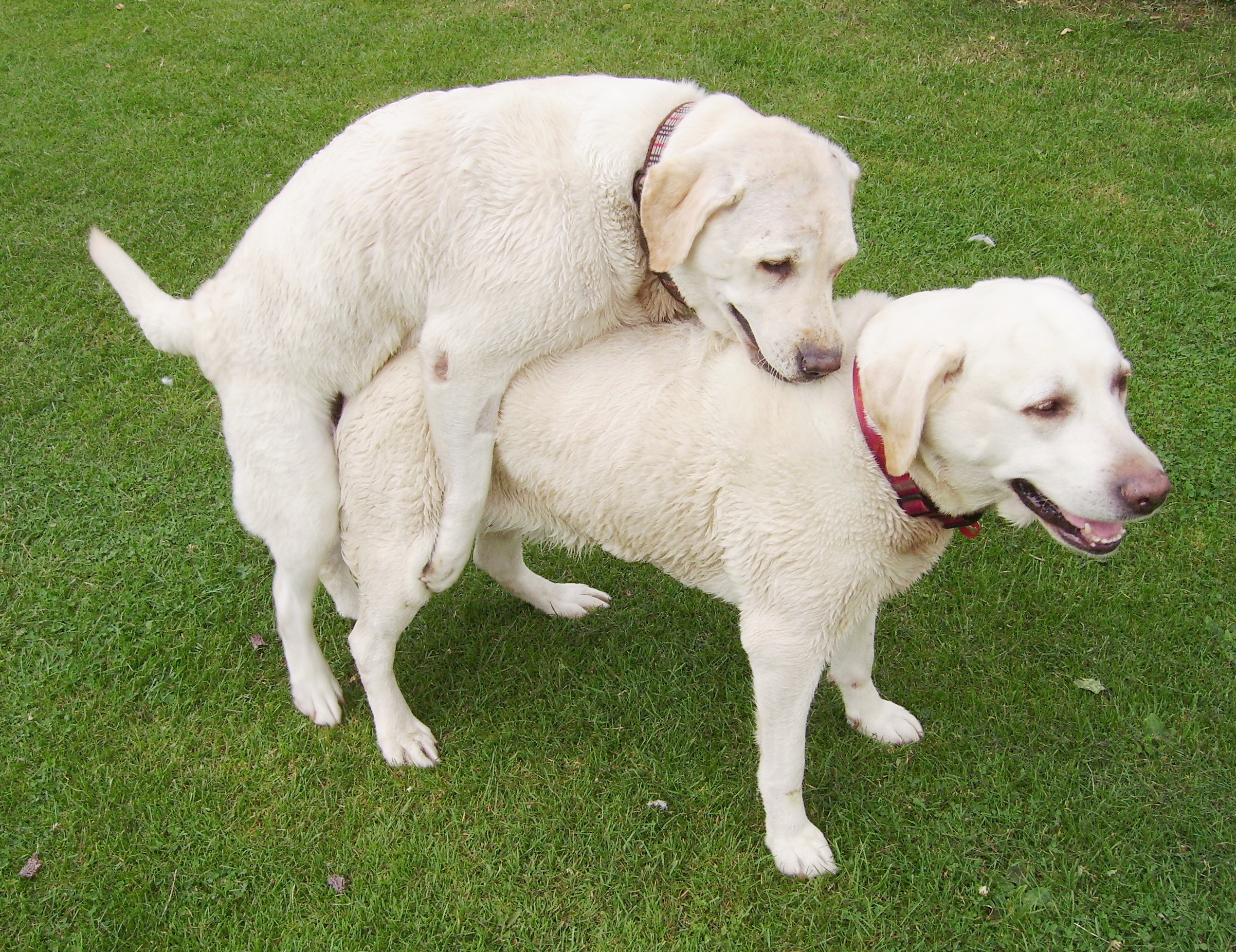
لابرادور ماده در حال سوار شدن بر مادهٔ دیگر.

مهرورزی و جفت‌گیری، در نهایت منجر به رفتارهای آشکارا آمیزشی می‌شوند. رفتار آمیزشی به معنای حرکتی است که در آن تماس مستقیم اندام‌های جنسی وجود داشته باشد. این آمیزش در بیش از ۹۵ درصد موارد به شکل «سوار شدن» بر جفت مقابل است. این طرز قرارگیری، درست همانند آمیزش جنسی دگرجنس‌گرایانه است که از پشت صورت گرفته و سر دو جفت رو به جلو قرار می‌گیرد و چه در میان زوج‌های همجنس نر و چه ماده، به یک صورت انجام می‌شود. با این حال در بعضی جانوران، به ویژه نخستیان، جفت‌ها می‌توانند از روبرو با هم نزدیکی کنند. تماس اندامی هم خود به روش‌های بسیار متنوعی صورت می‌گیرد. در اورانگوتانها و بایزنها و نخستیان نر، دخول کامل مقعدی انجام می‌شود، اورانگوتان‌های ماده انگشت خود را در مهبل دیگری فرومی‌کنند، بونوبوها کلیتوریس تحریک‌شده را در فرج هم فرو می‌برند، و دلفین‌های چرخان ماده بالهٔ خود را در شکاف جنسی جفت مقابل فرومی‌کنند. تماس سادهٔ اندام‌های جنسی و مالاندن و فشار لگنی نیز در میان جانوران همجنس بسیار گستردگی دارد. بعضی گونه‌های آمیزش نیز عجیب هستند؛ برای نمونه، دلفین‌های بوتوی نر، کیر خود را درون سوراخ تنفسی همدیگر می‌کنند یا آنکه اورانگوتان‌های نر، کیر خود را به طریقی شکل می‌دهند که فرورفتگی‌ای پدید آید و نر دیگر بتواند بدان دخول کند.
آمیزش جفت‌ها شامل سکس دهانی نیز می‌شود که خود می‌تواند مکیدن پستانها و دیگر اندام‌های جنسی را شامل گردد. انواع ماکاکیها، خفاش‌های خون‌آشام، بابون‌ها، و کفتارهای خالدار، از آمیزش دهانی بهره می‌گیرند و این آمیزش، برای پستانداران آب‌بازسان به صورت تماس و مالش اندام‌های جنسی جفت مقابل با دهان و پوزه است.

## از دیدگاه فرگشتی
از گذشته، تصور بر این می‌رفت که رفتارهای همجنسگرایانه در جانوران گونه‌ای متناقض‌نما در نگره داروینی از فرگشت هستند. دربرداشتی صلب از فرگشت داروینی، تصور غالب بر این بود که هر یاخته تلاش بر این دارد تا با افزایش میزان موالید، شانس خود برای بقا را بالا ببرد و در این میان، گونه‌ها یا رفتارهایی که در خود همجنسگرایی داشته باشند با اصل بقای داروینی در تضاد هستند، چرا که منجر به فرزندآوری نمی‌شوند. با این حال، بررسی‌های بعدی – که شامل مشاهده انبوه رفتارهای همجنسگرایانه در جانوران می‌شدند – این باور را زیر سؤال بردند و بر اهمیت موفقیت یاخته در به ثمر رساندن موالید و بالا بردن شانس کلی بقا برای همه اعضای گونه تأکید کردند. در چنین رویکردی، ارتباط جنسی تنها هدف تولید نسل و همانندسازی گونه‌ای را دنبال نمی‌کند، بلکه خود ابزاری برای اطمینان حاصل کردن از افزایش احتمال بقای گروه و یاخته در مواجهه با شرایط زیستی می‌شود.
اگرچه تاکنون توضیح‌های فرگشتی چندی دربارهٔ علت‌های پدید آمدن این‌گونه رفتارها در میان جانوران ارائه شده‌اند، اما در همهٔ آن‌ها، نقیض کارکرد توصیف شده در بسیاری دیگر گروه‌های جانوری دیده شده‌است. این اگرچه به معنای نادرستی آن توضیح‌ها نیست و هر یک از آن‌ها می‌تواند در جای خود، چگونگی پدید آمدن رفتارهای ویژه در گروه ویژه‌ای از جانوران را به خوبی بیان کند؛ ولی در حالت کلی، نگره‌ای فرگشتی که بتواند توضیحی بر همهٔ رفتارهای همجنسگرایانه در جانوران داشته باشد وجود ندارد.
نخستین توضیح‌های فرگشتی از چرایی پدید آمدن رفتارهای همجنسگرایانه در جانوران در نیمه دوم سده بیستم میلادی ارائه شدند. دلیل تأخیر در بررسی‌های علمی در این زمینه می‌توانسته عدم درک صحیح دانشمندان از گستردگی این رفتارها و نیز چه بسا ترس‌های همجنسگراهراسانه بوده باشد. با این حال، با افزایش مشاهدات مربوط به گستردگی بسیار این رفتارها در قلمروی جانوری، نخستین بررسی‌های علمی در ارائهٔ توضیحی فرگشتی از این روابط با مقاله ولفگانگ ویکلر (۱۹۶۷) آغاز شدند.
ویکلر بر این باور بود که سوار شدن یک جانور بر جانور دیگر به نشانهٔ اعلام برتری و بالاتر بودن اولی نسبت به دومی تعبیر می‌شود. به عبارتی، جانور نخست با سوار شدن بر جانور دوم، جایگاه خود در سلسله مراتب اجتماعی میان آن گروه از جانوران را اعلام می‌کند. این اندیشه آغازگر نوعی شناخت از روابط جنسی–اجتماعی بود که با ارائهٔ کتاب زیست‌جامعه‌شناسی: تلفیق نوین توسط ادوارد ویلسون، شکلی جدید به خود گرفت و دانش زیست‌جامعه‌شناسی را پدیدآورد. ویلسون بر این باور بود که رفتارهای همجنسگرایانه به این دلیل در گروه‌های جانوری باقی‌مانده‌اند که مشارکت‌کنندگان در آن‌ها اگرچه در جریان تولید مثل مستقیم نیستند، اما با کمک به خویشاوندان خود در گروه، آن ژن‌هایی را که با خویشاوندشان اشتراک دارند را به نسل بعد می‌رسانند.
به دلیل تفاوت میان «چگونگی» و «چرایی» پدید آمدن رفتارهای همجنسگرایانه در جانوران، دانش‌مندان تجربی تلاش خود را بیشتر بر مشاهده رفتارهای همجنسگرایانه و تلاش برای درک و کنترل سازوکارهایی که منجر به رفتارهای اینچنینی در جانوران می‌شوند، متمرکز کرده‌اند. حال آنکه دانش‌مندان نگری تلاش کرده‌اند تا با بررسی چرایی پدید آمدن رفتارهای همجنسگرایانه، نگره‌ای فرگشتی از تغییرات این سازوکارها در طول زمان را ارائه دهند. برای نمونه، جداسازی جنسیتی در گروه‌های تماماً نر، باعث افزایش رفتارهای همجنسگرایانه می‌شود. چنین چیزی در میان گروه‌های بایزن و گوریل و میمون‌های لانگور دیده شده‌است. در حالی که کمبود ماده‌ها چگونگی ایجاد این پدیده را توصیف می‌کند، پاسخ فرگشتی دربرگیرندهٔ چرایی شکل‌گیری نیاز به ارتباط با همجنس در آن موقعیت است.
نگره‌های چندی دربارهٔ چرایی شکل‌گیری رفتارهای همجنسگرایانه در جانوران ارائه شده‌اند. اغلب این نگره‌ها بر پایه این بنا نهاده شده‌اند که این رفتارها جنسی–اجتماعی هستند و سودهای به خصوصی به جمعیت‌های جانوری می‌رسانند. از جمله این منافع، می‌تواند بالا رفتن تندرستی جامعه یا تقویت راهبرد تولید مثل باشد. به استثنای نگرهٔ «کنترل اندازهٔ جمعیت»، دیگر نگره‌های موجود در توضیح فرگشتی این پدیده، فرض می‌کنند که منافع به دست آمده از چنین رفتارهایی بشخصه به خود شرکت‌کنندگان در این رفتارهای جنسی می‌رسند.

### کنترل اندازه جمعیت
نگرهٔ کنترل اندازه جمعیت بر این پایه استوار است که «رفتار همجنسگرایانه با افزایش تراکم جمعیتی، افزایش می‌یابد تا فشار را بر منابع زیستی کم کند». این نگره از دیدگاه تاریخی را نخستین بار ارسطو گزارش داد؛ کسی که در کتاب سیاست خود نوشت آمیزش جنسی میان مردان کرتی تشویق می‌شد تا فشار جمعیتی بر منابع طبیعی را کم کند.
از دیدگاه فرگشتی، این نگره دارای این اشکال است که اعضای یک گونه به تنهایی برای «سعادت گروه» تلاش نمی‌کنند. ممکن است تعدادی از اعضا از فرصت پدید آمده توسط دیگر اعضایی که اقدام به تولید مثل نمی‌کنند بهره بگیرند تا جمعیت موالید خود را بالا ببرند. در این صورت، ژن این اعضا به نسل بعد رفته و ویژگی همجنسگرایی در طی زمان حذف می‌شود. همچنین، تصور اینکه اعضای همجنسگرا در تولید مثل شرکت نمی‌کنند، نادرست است، چرا که زوج‌های همجنسگرا، حتی با احتمال بالاتری فرزندان خود را به بلوغ می‌رسانند. از سوی دیگر، پیامد این نگره آن است که جمعیت‌های رو به افول دارای موارد کمتری از رفتارهای همجنسگرایانه باشند؛ حال آنکه بررسی‌ها بر روی جانوران در خطر انقراض نشان از چنین کاهشی ندارند.

### ابراز غلبه
دلیل دیگر پدید آمدن رفتارهای همجنسگرایانه در جانوران، می‌تواند ابراز چندبارهٔ جایگاه اجتماعی فرد در گروه باشد. از این منظر، سوار شدن نمودی از غلبه است و سواری دادن نمودی از تسلیم. فرض این نگره این است که نمونهٔ غالب با سوار شدن بر نمونه‌های مغلوب در گروه، جلوی رفتارهای تهاجمی آن‌ها را می‌گیرد. در اینجا، آن نمونه‌ای که از دیدگاه اجتماعی دارای رتبهٔ بالاتری است، غالب متصور می‌شود. با این حال، سوار شدن زیردستان به نمونهٔ غالب نیز پدیده‌ای کم‌پیدا نیست. برای نمونه، گوزن‌های زیردست بیشتر آغازگر آمیزش جنسی با غالب خود و سوار شدن بر آن هستند تا بلعکس.
اما در میان بعضی جانوران که رفتارهای غلبه‌ای آشکارا وجود دارند – همچون میمون‌ها – نمونه‌های مغلوب و زیردست به‌طور معمول اقدام به سوار شدن بر نمونه غالب می‌کنند و این گاه درست پس از درگیری‌های غلبه‌ای و شکست خوردن از نمونهٔ غالب روی می‌دهد. همچنین، در بعضی جانوران پیش از آمیزش، نمونهٔ مغلوب خود اقدام به نزدیک شدن و تحریک جنسی نمونه غالب می‌کند. در یک رابطهٔ دگرجنس‌گرایانه، چنین چیزی به نشان‌دادن علاقهٔ جنسی تعبیر می‌شود. چنین رفتارهای جنسی در تضاد آشکار با این نگره است. برای بر طرف کردن این اشکال در این نظریه، بعضی دانش‌مندان پیشنهاد داده‌اند که سوار شدن جانوری بر جانور دیگر نه صرفاً ابراز غلبه آن بر دیگری، که روندی گفتگویی میان دو نمونه است تا در طی آن جایگاه یکدیگر را نسبت به هم بیابند. برای نمونه، کنش‌های همجنسگرایانه در دلفین‌های نر جوان بیشتر نوعی مذاکره در زمینهٔ تفاهم بر سر غلبه است تا نشان‌دادن و تحکیم آن.

### پیوندبخشی اجتماعی

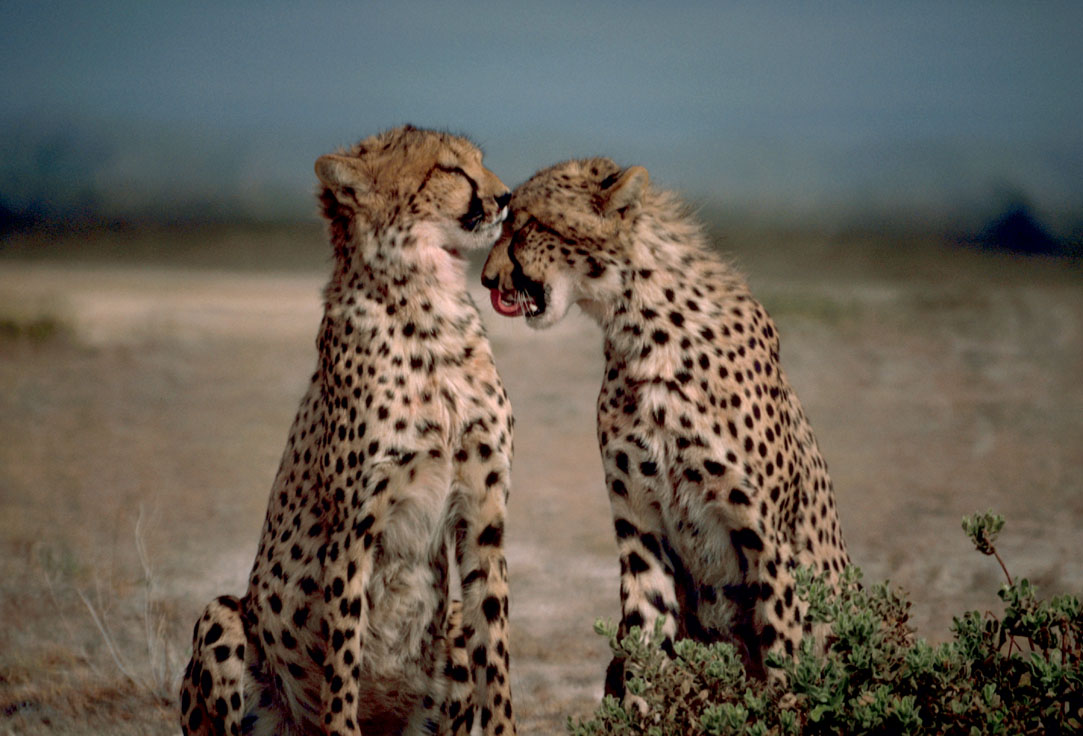
یوزهای نر گاه پس از دوره‌ای طولانی از دوری یکدیگر، در هنگام رودررویی دوباره اقدام به آمیزش جنسی می‌کنند. چنین رفتاری به نوعی خوشامدگویی و برقراری دوباره پیوند تلقی می‌شود.

واتانابی و اسموتس (۱۹۹۹) نگره‌ای در زمینهٔ رفتارهای همجنسگرایانه جانوران ارائه دادند که چرایی این رفتارها را در بسیاری جانوران توجیه می‌کرد. در نگرهٔ آنان، رابطهٔ همجنس‌ها می‌تواند بیانگر پیوند دوجانبه باشد و جایزه‌ای ذهنی–جسمی به طرفین بدهد که روابط درازمدت را تقویت کند. این نگرهٔ برآمده از ترکیب زیست‌شناسی و انسان‌شناسی اجتماعی، توانست رفتارهای همجنسگرایانه بابون‌های زیتونی نر در هنگام خوشامدگویی به هم را به مثابه نوعی «آداب ویژه» توجیه کند؛ در این جانوران، نرها گاه درگیر کنش‌های ویژه‌ای می‌شوند که شامل در آغوش گرفتن همدیگر، لمس همدیگر، سوار شدن برهم، لمس ناحیهٔ تناسلی، و کشیدن کیر با دست است. اهمیت این رفتارها در این است که در دیگر موارد، تقریباً هیچ‌گاه نمی‌توان بابون‌های زیتون نر را در حالتی «دوستانه» نسبت به هم یافت و آن‌ها همواره مدام در خصومت به سر می‌برند. چنین رفتاری را می‌توان مترادف با ابراز «اعتماد» به یکدیگر در قراردادن کیر خود در دستان دیگری دانست که در نهایت برابر ابراز تمایل دو طرف به همکاری با یکدیگر در هنگام برخورد با هم است.
رفتارهای همجنس‌گرایانه در میان جانوران گله‌زی با زندگی گروهی پیچیده شایع‌تر است و گاه نقشی اساسی در زندگی آنان بازی می‌کند. رفتارهای همجنسگرایانه می‌تواند به نوعی جلوی درگیری‌های خونین و نالازم را بگیرد و باعث کاهش تنش با فراهم آوردن لذت آنی شود. برای نمونه، این رفتارها بالغ بر ۷۵ درصد از آمیزش‌های جنسی در بونوبوها را شامل می‌شوند که در آن‌ها، بونوبوهای مادهٔ مهاجر از رابطهٔ جنسی به عنوان روشی برای تحکیم دوستی با ماده‌های قدرتمندتر در دستهٔ بونوبوهای مقیم بهره می‌گیرند. بونوبویی که در رتبه پایین‌تری قرار دارد با تولید سروصدا به دیگران می‌فهماند که در حال آمیزش جنسی با بونوبویی با رتبه بالاتر است. آمیزش جنسی در بونوبوها معمولاً برای کاهش استرس و رقابت، توسعه وابستگی، بیان روابط اجتماعی و تسلی قربانیان در پریشانی استفاده می‌شود.

### انتخاب خویشاوندی
توضیح انتخاب خویشاوندی از رفتارهای همجنسگرایانه در جانوران می‌تواند این باشد که این رفتارها زمان و انرژی ارزشمند جانورانی را که صرف بزرگ کردن فرزندان خودشان می‌کند را رها می‌سازد تا به جای آن، ژن‌های خود را به صورت نامستقیم از راه کمک به زادآوری خویشاوندان به نسل بعد برسانند. بر پایهٔ این نگره، اگرچه در صورتی که یک نمونه خود اقدام به زادآوری کند ۵۰ درصد ژن‌هایش را به نسل بعد می‌رساند، ولی اگر همان نمونه به برادر یا خواهر خود برای بزرگ کردن دو فرزند یاری برساند، برابر همان مقدار از ژن‌ها ({\displaystyle 2*\%25=\%50}) را به نسل بعد می‌رساند.
هواداران این نگره شواهدی بر آن حتی در میان انسان‌ها ارائه کرده‌اند. برای نمونه به صورت طبیعی، احتمال همجنسگرا شدن یک فرزند پسر با افزایش تعداد برادران متولد شده پیش از او بالاتر می‌رود؛ چیزی که با عنوان «پدیدهٔ برادر کوچکتر» شناخته می‌شود. ولی با این حال، حتی در میان انسان‌ها نیز شواهد کافی برای نشان‌دادن اینکه همجنسگرایان بیشتر از دگرجنس‌گرایان از خانوادهٔ نزدیک خود (برادران و خواهران) پشتیبانی می‌کنند، وجود ندارد. بابرو و بیلی نشان دادند که انسان‌های دگرجنسگرا حتی بیشتر از همجنسگراها به برادران و خواهران خود کمک مالی می‌کنند. در کل، اگرچه نگرهٔ انتخاب طبیعی به فهم رفتارهای جانورانی اجتماعی همچون زنبورها و مورچه‌ها کمک کرده‌است، اما جز در میان انسان‌ها کمتر شواهدی از درگیر شدن «کارگران سر خانه» در کنش‌های همجنسگرایانه در این جانوران در دست است. چنین کارگرانی – که برای بزرگ شدن برادران و خواهران خود به سختی کار می‌کنند – یا هیچ‌گاه در رفتارهای جنسی شرکت نمی‌جویند یا گهگاه برخلاف تلاش اعضای بلندپایه‌تر کلنی، اقدام به برقراری روابط دگرجنس‌خواهانه پنهانی می‌کنند.

### بیش‌فعالی جنسی
در طبیعت، ماده‌ها در طول سال یا در حال نگهداری از و شیردهی به فرزندانشان هستند، یا باردار هستند. در هر دو حال، داشتن رابطهٔ جنسی بیشتر و گردآوردن اسپرم بیشتر از نرهای مختلف، کمکی در افزایش تعداد موالید نمی‌کند. نرها اما در طول سال میزان زیادی اسپرم تولید می‌کنند، که آن‌ها را به سوی داشتن رابطهٔ جنسی بیشتر سوق می‌دهد. شهوت داشتن رابطهٔ جنسی بیشتر، کارکردی فرگشتی برای اطمینان حاصل کردن از تولید هر چه بیشتر فرزند است، اما در اغلب اوقات که ماده‌ها یا در دسترس نیستند یا توانایی زایشی ندارند، این شهوت منجر به سوق طبیعی نر به تلاش برای داشتن زوج‌های هرچه بیشتر، و خالی کردن اسپرم خود می‌شود. در این هنگام، تشخیص نادرست ماده از نر می‌تواند منجر به تلاش برای سوار شدن بر نرها نیز بشود. هواداران این نگره بر این باورند که آنچه همجنس‌خواهی در میان جانوران خوانده می‌شود، در واقع نوعی دوجنس‌خواهی یا تلاش برای ایجاد رابطهٔ جنسی با هر دو جنس موجود است. رفتارهای جنسی جانوران، به‌ویژه در میان نرها، تا حد زیادی این نگره را پشتیبانی می‌کنند.

### دیگر دلایل
از جمله دیگر دلایل احتمالی پدید آمدن رفتارهای همجنسگرایانه در جانوران، می‌توان به نقش این رفتارها در کاهش تنش و استرس در گروه‌های جانوری و کمک به آن‌ها در رفع تنش‌ها با کمک لذت برآمده از آمیزش اشاره کرد. بونوبوهای ماده به‌کرّات از آمیزش با همجنسان خود از گروه‌هایی جز گروه خودشان، برای به‌دست‌آوردن غذای بیشتر در عین خشمگین نکردن گروه دوم به خاطر ورود غریبه‌ها به قلمروشان، بهره می‌گیرند.
تعدادی از پژوهش‌ها پیشنهاد داده‌اند که یکی از دلایل سوار شدن ماده‌ها بر دیگر ماده‌ها می‌تواند تلاش مادهٔ سوارشو برای کنترل جنسی و زایشی مادهٔ سوارشده با فراهم آوردن تحریک جنس جایگزین، و در نتیجه پایین آوردن شانس موفقیت رقیب در روند زادآوری است. بر پایه این نگره، ماده‌های بعضی جانوران همچون بوقلمونهای اهلی، برای آنکه رقیبان خود را از نرها به دور نگه دارند و خود شانس بالاتری برای زادآوری داشته باشند، آن رقیبان را – به ویژه اگر در رتبهٔ اجتماعی پایین‌تری باشند – با رابطهٔ همجنسگرایانه به گونه‌ای ارضای جنسی می‌کنند که مادهٔ سوارشده میل کمتری برای نزدیکی با نرها خواهد داشت؛ چیزی که شانس مادهٔ نخست برای به دست آوردن نرها را بالا می‌برد. ناکارآمدی این نگره اما در آن است که روش‌های مؤثرتری چون تعقیب کردن، پرخاش، و نوک زدن از سوی ماده‌ها برای بیرون راندن رقیبان وجود دارد و روش‌های تهاجمی، اغلب بیشتر از دیگر روش‌ها از سوی جانوران دنبال می‌شوند. از سوی دیگر، بررسی‌ها تاکنون رابطهٔ مشخصی میان وجود رفتارهای همجنسگرایانه در گروه‌های جانوری با کم شدن روابط دگرجنس‌گرایانه در آن‌ها نیافته‌اند.
«تمرینی برای روابط دگرجنس‌خواهانه» نیز ممکن است از جمله دلایل بروز رفتارهای همجنسگرایانه در جانوران باشد. در بعضی جانوران، از جمله میمون‌های ماکاکی، نرهای جوانی که به سن باروری رسیده‌اند، توانایی رقابت با نرهای بزرگسال‌تر را ندارند. چنین چیزی می‌تواند باعث سوق آن‌ها به انجام رابطهٔ جنسی، اما با همجنسان خود شود. در واقع چنین رابطه‌های جنسی نوعی بازی–تمرین می‌شوند تا جای روابط دگرجنسی را بگیرند. این بازی‌های جنسی را می‌توان در دلفین‌ها، لانگورها، بایزن‌ها، و گوریل‌های کوهی دید. با این حال، مشکل این نگره در آن است که نمونه‌های بالغ نیز در حالی که نیازی به به دست آوردن تجربهٔ جنسی ندارند، اقدام به برقراری روابط همجنسگرایانه می‌کنند. از سوی دیگر، در بعضی جمعیت‌ها، تنها تعداد خاصی از نمونه‌ها اقدام به چنین بازی‌های جنسی کرده‌اند. چنین چیزی چرایی عدم نیاز دیگر نمونه‌ها به به دست آوردن این تجربه را پررنگ‌تر می‌کند.

## از دیدگاه ژنتیکی

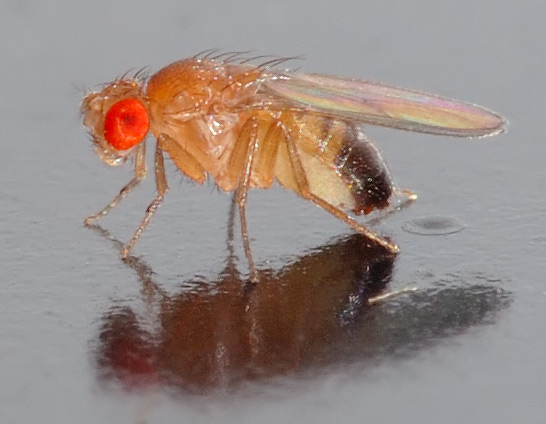
مگس‌های دروسوفیلای نر، پس از جهش در ژن‌هایشان با جنس نر نیز جفت‌گیری می‌کنند.

در دهه‌های پس از ۱۹۹۰، آگاهی دربارهٔ نقش ژنتیک در رفتارهای جنسی رشد بالایی داشته‌است. پژوهش‌هایی که در زمینه امکان ارتباط ژن‌ها با رفتار همجنس‌خواهانه انجام شده‌اند، اغلب در زمینه بررسی مگس‌های دروسوفیلا بوده‌اند. چندین ژن در این مگس‌ها به کنترل رفتار جنسی می‌پردازند. برای مدت‌های طولانی، دانش‌مندان به این حقیقت که جهش در ژن‌های «نابارور» این مگس‌ها باعث رفتار همجنس‌خواهانه می‌شوند آگاه بودند. کدهای ژنتیکی نازا برای فاکتورهای رونویسی که رفتار جفت‌گیری نر–نر را نتیجه می‌دهند، و جهش‌هایی که عملکرد این فاکتورها را تحت تأثیر قرار می‌دهند، به درجات مختلفی از جفت‌گیری نر–نر منجر می‌شوند. با این حال، ژن‌های نابارور تنها ژن‌هایی نبوده‌اند که موجب رفتار همجنسگرایانه شده‌اند، بلکه تغییر در ژن‌های دیگری نیز توانسته توانایی تشخیص نر و ماده از هم را از مگس گرفته، باعث تلاش او برای جفت‌گیری با نرها نیز شود. برای نمونه، ژنی گیرای OR67d برای فرومون‌های فرّار، و ژنی دیگر (GR32a) برای فرومون‌های نافرّار، هر دو با تحت تأثیر قراردادن توانایی تشخیص جاندار از راه فرومون‌های مختص جنسی، باعث می‌شوند که مگس با نرها نیز جفت‌گیری کند.
ژن‌ها از روش دیگری نیز می‌توانند توانایی تشخیص مگس دروسوفیلا را از کار بیندازند. جهش در ژنی به نام genderblind که مسئول کنترل سطح گلوتامات شیمیایی برون‌یاخته‌ای است، باعث می‌شود که پردازش اطلاعات فرومونی در سلول‌های عصبی در مغز نمونه‌های نر با مشکل روبرو شده، توانایی‌های شیمیایی‌حسی جاندار مورد اخلال قرار گیرند. در این حالت، مگس نر نمی‌تواند ماده و نر را از هم تشخیص بدهد و با هر دو جنس نزدیکی می‌کند. با این حال، پژوهش‌ها بر روی مگس‌های دروسوفیلا نتوانسته‌اند به درک صحیح از نقش ژنتیک در ایجاد رفتار همجنسگرایانه در حالت کلی کمک کنند. تغییر در بعضی ژن‌ها، باعث عدم توانایی تشخیص مگس می‌شوند، و این اطلاعی دربارهٔ ترجیح مگس یا گرایشش به هر کدام از جنس‌ها نمی‌دهد.
تغییر در ترجیح جنسی جانور با دگرگون شدن ژن‌ها را اما می‌توان در میان موش‌های معمولی دید. در این موش‌ها، انتخاب شریک جنسی متأثر از قوه بویایی و مواد شیمیایی است که موش از راه گیرنده‌های بویایی خود تشخیص می‌دهد. ژن trp2 کنترل‌کننده پروتئین مورد نیاز برای این گیرنده‌ها است و از کار افتادن آن، توانایی تشخیص مواد شیمیایی را از جانور می‌گیرد. بررسی بر روی موش‌های نری که توانایی تولید پروتئین‌های trp2 خود را از دست داده‌اند نشان از افزایش قابل ملاحظه در سوار شدن این موش‌ها بر نرهای دیگر (در عین قابل دسترس بودن ماده‌ها) دارد؛ هنگامی که این موش‌ها در محیطی با ماده‌ها و نرها قرار گرفتند، اگرچه سوار شدن بر ماده‌ها را ترجیح می‌دادند، اما به میزان بسیار بیشتری از نمونه‌های غیرجهش‌یافته با نرهای دیگر جفت‌گیری می‌کردند. همچنین، این نرهای جهش‌یافته میزان بسیار پایین‌تری از پرخاش را بروز می‌دهند. به نظر می‌رسد که اگرچه توانایی تشخیص جنسیت موش‌های دیگر در نرهای جهش‌یافته برداشته شده بود، اما آزمایش بر روی موش‌هایی که با ادرار نرها آغشته شده بودند نشان از افزایش اندکی در ترجیح شریک جنسی نر از سوی این نرها دارد. دلیل این مسئله می‌تواند این باشد که نرهای جهش‌یافته بعضی توانایی‌های بویایی خود را از راه روپوشه بویایی نگاه داشته‌اند.
از آنجا که رفتارهای همجنسگرایانه در گستره وسیعی از جانوران دیده می‌شوند و در بعضی نیز منجر به تغییرات ساختاری جمعیتی در طی فرگشت شده‌اند، بررسی اینکه این رفتارها چه تغییرات ژنتیکی می‌توانند پدیدآورند، توجه دانشمندان را به خود جلب کرده‌است. پیشنهاد شده‌است تا تأثیر غیرمستقیم ژن‌هایی که ممکن است در یک نمونه باعث رفتار همجنس‌خواهانه وی شوند، بر فنوتیپ نمونه دیگری که با نمونه نخست در ارتباط بوده‌است بررسی شود. برای نمونه، نمونه دوم می‌تواند به دلیل اعمال شدن کنش همجنس‌خواهانه توسط نمونه نخست، برازش زایشی کمتر یا بیشتری پیدا کند. از آنجا که تأثیر غیرمستقیم ژن‌ها می‌تواند به شکل تعیین‌کننده‌ای پاسخ‌های فرگشتی به انتخاب طبیعی را تحت تأثیر قرار دهند، رفتار جنسی همجنس‌گرایانه را نیز می‌توان هم یک «خصیصه» برآمده از فرگشت دانست و هم یک «نیرو» که انتخاب طبیعی را بسته به دیگر خصیصه‌ها تغییر می‌دهد.

## از دیدگاه محیطی
بسیاری از بررسی‌های انجام گرفته بر روی رفتارهای همجنسگرایانه، بر جانوران دربند و محیط‌هایی که به نحوی با شرایط طبیعی زیستی نمونه‌ها تفاوت داشته‌اند، بوده‌اند. باور بر این است که محیطی که نمونه‌ها در آن نگهداری می‌شوند می‌تواند به صورت بالقوه بروز چنین رفتارهایی را آسان سازد. این به دلیل آن است که تعاملات اجتماعی عامل بسیاری رفتارهای همجنسگرایانه هستند، و محیط‌های اسارت باعث تغییر این تعاملات می‌شوند. اگرچه میزان مشاهدات این رفتارها در میان پرندگان وحشی و در قفس تفاوت چندانی با هم ندارد، اما در میان پستانداران این میزان در اسارت افزایش قابل توجهی نشان می‌دهد.
تأثیر محیط بر بروز رفتار همجنس‌خواهانه برای دوره‌ای مورد استفاده عده‌ای به منظور زیر سؤال بردن طبیعی بودن این رفتارها قرار می‌گرفت. به این منظور، تلاش می‌شد تا با شبیه دانستن رفتارهای جنسی میان زندانیان، همجنس‌خواهی در جانوران مورد مطالعه نیز به کمبود جنس مخالف ربط داد و استدلال کرد که در صورت دسترسی نمونه‌ها به زندگی «طبیعی»، چنین رفتارهایی نمایان نمی‌شدند. با این حال، بگمیل با ذکر نمونه‌های بسیار از اینکه این رفتارها بخشی طبیعی از رفتارهای جنسی همه جانوران را شامل می‌شوند، استدلال‌های پیشین را نقض کرد.
از آنجا که فاکتورهای متعدد و ناشناخته می‌توانند رفتارهای جانوران در اسارت را تحت تأثیر قرار دهند، اغلب آزمایش‌هایی که در محیط‌های اسارتی انجام شده‌اند با دقت بسیار بیشتری از نمونه‌های در وحش مورد بازبینی قرار می‌گیرند و از تعدادی از آن‌ها نمی‌توان برای بررسی‌های مربوط به فرگشت بهره برد. تغییرهای تجربی در هورمون‌های موش‌های صحرایی که باعث پدید آمدن رفتارهای همجنسگرایانه می‌شوند نیز از همین دسته هستند و نمی‌توان از آن‌ها نتیجه‌ای دربارهٔ رفتارهای طبیعی جانوران گرفت.

## غنای زیستی

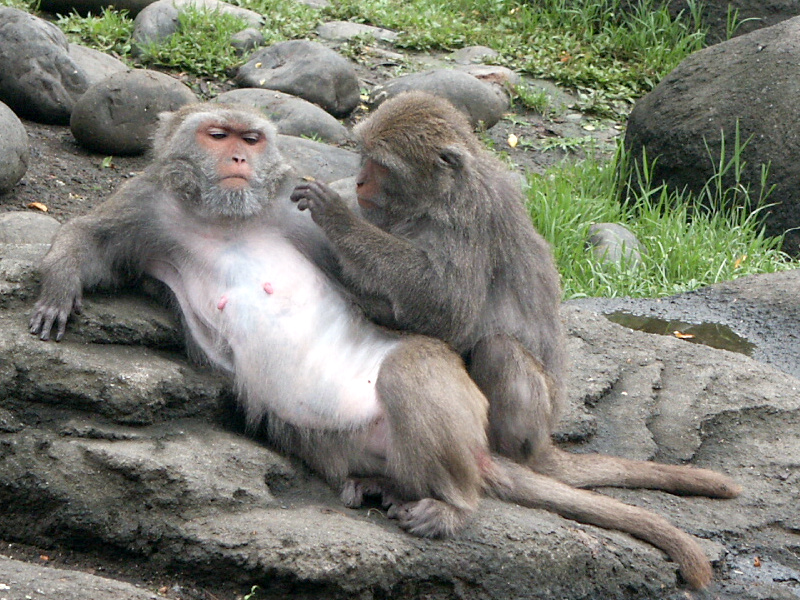
میمون‌های ماکاک به دلایل پیچیده‌ای اقدام به برقراری روابط همجنسگرایانه می‌کنند؛ با این حال بسیاری از این روابط تنها به هدف لذت‌جویی هستند.

برخلاف پژوهشگرانی که تاکنون تلاش کرده‌اند تا پدید آمدن رفتارهای همجنسگرایانه در جانوران را از دیدگاه کاربردی آن توضیح دهند، نگره‌ای با عنوان «غنای زیستی» توسط زیست‌شناس اهل کانادا، بروس بگمیل، در کتاب سرشناس خود با نام غنای زیستی: همجنسگرایی جانوری و تنوع زیستی مطرح شد که بر پایه آن، جستجوی صرف برای یافتن توضیح‌های کاربردی از چرایی پدید آمدن چنین روابطی محکوم به شکست تلقی می‌شود. بر پایه این نگره
رفتار همجنسگرایانه در جانوران نه محصول انتخاب طبیعی مستقیم چنین رفتاری، بلکه محصول جانبی انتخاب طبیعی برای دیگر ویژگی‌ها است.
برای نمونه، فک‌های فیلی نر پایین‌رتبه‌تر از دیگر فک‌ها، در فصل جفت‌یابی اقدام به سوار شدن بر نرهای کم سن و سال‌تر می‌کنند. رفتار آن‌ها در این هنگام، ویژگی‌های بسیار همانندی از همان آمیزش دگرجنس‌گرایانه در میان فک‌های بالغ را دارا است. نرهای خردسال اغلب تلاش می‌کنند فرار کنند، و از دیدگاه کاربردی هیچ دلیل مشخصی برای چرایی پدید آمدن چنین رفتاری نمی‌توان ارائه داد. با این حال، می‌توان فرض کرد که این رفتار، رفتاری کم‌هزینه و محصول جانبی از ویژگی‌ای دیگر (در اینجا انگیزه جنسی بالای نرها) است؛ احتمال دارد که انتخاب طبیعی در طی تاریخ فرگشتی فک‌های فیلی به سود آن فک‌هایی پیش رفته باشد که انگیزهٔ جنسی بالایی داشته‌اند چرا که احتمال موفقیتشان در زادآوری در طول دوران حیاتشان را بالا می‌برده‌است. چنین ویژگی با ماندگار شدن در این جانوران، محصولی جانبی به شکل تلاش برای جفت‌گیری با نرهای خردسال را پدیدمی‌آورد. همانند همین رفتارهای جنسی بی‌کاربرد که برآمده از آستانهٔ پایین تحریک جنسی در نرها است را می‌توان در گربه‌های رمیده و آهوها مشاهده کرد.
نمونه همین استدلال را می‌توان برای رفتارهای جنسی میان میمون‌های ماکاک ژاپنی ماده با هم ارائه داد. سوار شدن ماده‌ها برهم شاید هیچ کاربرد فرگشتی را دنبال نکند، اما می‌تواند به شیوه زیر محصولی جانبی از تاریخ فرگشتی ایجاد ویژگی‌های دیگر در این جانوران باشد:
۱) ماکاک‌های ماده بر روی ماکاک‌های نر سوار می‌شدند تا با تحریک جنسی آن نرهایی که علاقه چندانی به رابطهٔ جنسی نشان نمی‌دادند، آن‌ها را به آمیزش جنسی با خود تشویق کنند. ۲) ماده‌ها از چنین کاری لذت جنسی آنی می‌بردند، چرا که کلیتوریسشان با سطح بدن نر برخورد می‌کرد. ۳) رفتار همجنسگرایانه میان ماده‌ها به عنوان محصولی جانبی خنثی از سوارشدن ماده–نر و نیز قادر شدن ماده‌ها به ایجاد لذت آنی با سوارشدن بر دیگر ماکاکی‌ها، فرگشت یافت.
از این روی، رفتارهای همجنسگرایانه همواره در پی آسان‌سازی روابط اجتماعی یا پیوندبخشی‌هایی که کاربردی فرگشتی داشته باشد نیستند، بلکه می‌توانند صرفاً در راستای لذت جنسی باشند. انتخاب طبیعی چنین رفتارهایی را نابود نمی‌کند، چرا که اکثریت نمونه‌های درگیر در آن در عین حال آمیزش دگرجنس‌گرایانه می‌کنند و در زادآوری موفق هستند.
در حالت کلی، نگرهٔ غنای زیستی بیان می‌کند که به دلیل فراوانی انرژی و منابع در طبیعت، پدید آمدن رفتارهای گوناگون – از جمله روابط جنسی رنگارنگ – دور از انتظار نیست. این دیدگاه در آغاز در تضاد با برداشت سخت‌گیرانه از نگره داروینی فرگشت دیده می‌شود؛ چرا که دومی فرض می‌کند که منابع طبیعی محدود هستند و یاخته‌ها تلاش می‌کنند تا هر چه بیشتر خود را با تغییرات زیستی تطبیق دهند و چنین تلاشی است که تنوع زیستی امروزین بر روی زمین را پدیدآورده است. چنین چیزی نیاز به پیدا کردن دلیلی برای پدید آمدن رفتارهای همجنسگرایانه را ضروری می‌کند، اما غنای زیستی با مطرح کردن مسئله از سوی مخالف، وجود همجنسگرایی در جانوران را محصول تنوع می‌داند.
نگره بگمیل اما از سوی بعضی پژوهشگران به دلیل گنگ بودنش و اینکه به درک ما از چرایی پدید آمدن همجنسگرایی در جانوران کمک اندکی می‌کند مورد انتقاد قرار گرفته‌است. «غنای زیستی» به تنوع موجود در جهان – از جمله در رفتارهای جنسی – اشاره می‌کند، اما دلیل آن را بیان نمی‌کند. به بیانی، اینکه چرا رفتارهای جنسی رنگارنگ در بعضی موارد خود را به شکل رفتارهای همجنس‌خواهانه نشان می‌دهند و در مواردی دیگر به شکل آمیزش جنسی بدون هدف جنسی، در این نگره پاسخ داده نشده‌است. برای نمونه، نمی‌توان پذیرفت که پرش از تیمار متقابل تا سوار شدن به منظور همبستگی به شکل کامل تصادفی باشد.

## در میان جانوران

### پرندگان

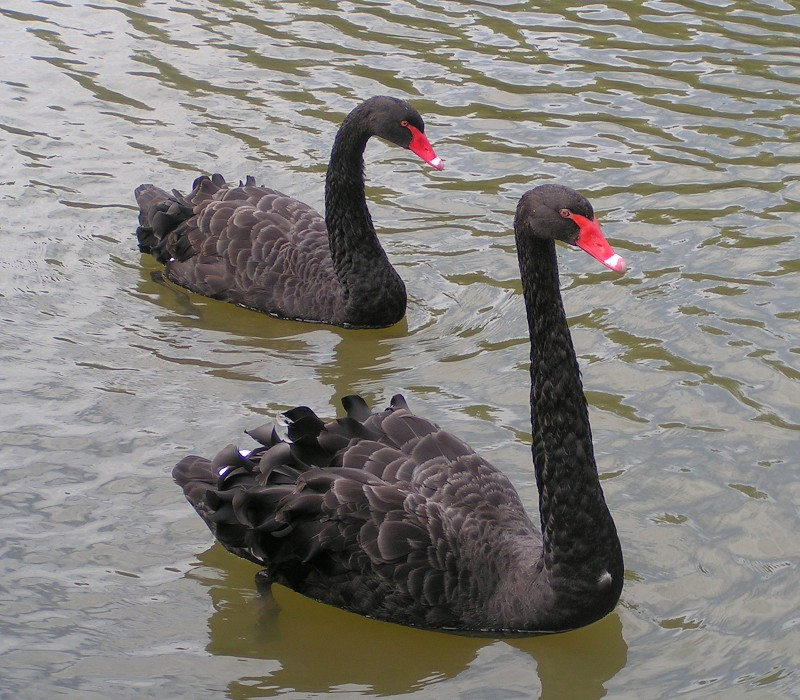
قوهای همجنسگرای نر روابط بلندمدت برقرار می‌کنند. به دلیل نیروی بدنی بیشتر والدین، جوجه‌های این زوج‌ها شانس بالاتری برای بقا دارند.

در میان پرندگان، رفتار همجنس‌خواهانه در میان نرهای گونه‌های چندهمسر رایج‌تر از ماده‌های همین گونه‌ها است، در حالی که رابطهٔ ماده–ماده در گونه‌های با سامانه جفت‌گیری تک‌همسر بیشتر رواج دارد. تناوب رفتارهای نر–نر رابطهٔ مستقیم با میزان چندهمسر بودن گونه دارد، اما رابطهٔ ماده–ماده بر عکس آن، در گونه‌های چندهمسر به سختی دیده می‌شود. چنین چیزی با توجه به این نکته که در گونه‌های تک‌همسر، مراقبت بالاتری از جوجه‌ها، و در نتیجه رابطه پیوندی محکم‌تری میان جفت‌ها نیاز است، توجیه‌پذیر است. همچنین، در پرنده‌های چندهمسر، ساختار اجتماعی باعث می‌شود که نرها در گروه‌های متمرکز به اجرای نمایش جنسی بپردازند و این نزدیکی فاصله به هم، در کنار تحریک جنسی ناشی از نمایش، زیاد بودن رابطهٔ نر–نر را توجیه می‌کند.
بعضی پنگوئنهای نر تمایل به تشکیل جفت با نرهای دیگر و لانه‌سازی مشترک با آن‌ها را دارند. در این مواقع، از یک سنگ به عنوان جایگزین تخم استفاده می‌شود. در سال ۲۰۰۴، پارک مرکزی جانوران واقع در ایالات متحده آمریکا، سنگ یادشده را با یک تخم بارور جایگزین کرد و زوج نری ساکل پارک، آن را به عنوان فرزند خود بزرگ کردند. باغ وحشهای آلمانی و ژاپنی نیز گزارش‌هایی دربارهٔ همجنس‌گرایی بین پنگوئن‌هایشان منتشر کرده‌اند. این پدیده همچنین در زیستگاه آبی کلی تارلتون در اوکلند نیوزیلند مشاهده شده‌است.
آلباتروس‌های لیسان از جمله نمونه‌های مهم کارکرد فرگشتی تشکیل زوج‌های همجنس در پرندگان هستند. در میان این پرندگان، تا ۳۱ درصد زوج‌ها را ماده‌های پیوند برقرار کرده تشکیل می‌دهند که با هم آشیانه ساخته و مسئولیت‌های فرزندداری را به جا می‌آورند. در میان آلباتروس‌های تک‌جفت، همکاری هر دو جفت برای بزرگ کردن جوجه به شدت نیاز است، و این حقیقت که تعداد ماده‌های این‌گونه بسیار بیشتر از نرهایش است باعث شده‌است که موفقیت گونه، بستگی به جفت‌پیوندی میان ماده‌ها داشته باشد. با آنکه جفت‌های ماده–ماده در این پرنده از دیدگاه زایشی موفقیت کمتری نسبت به جفت‌های نر–ماده دارند، اما در کل، جوجه‌های این جفت‌ها بهتر از جوجه‌های زوج‌های غیرهمجنس بزرگ می‌شوند. چنین چیزی، احتمال اینکه موفقیت جفت‌پیوندی ماده–ماده، ساختار جمعیتی این جانوران را دستخوش تغییر کرده باشد بالا می‌برد. به بیان دیگر، فزونی تعداد ماده‌ها به نسبت نرها را می‌توان با برتری نسبی جفت‌پیوندی ماده–ماده مرتبط دانست.
فنچ‌های راه‌راه روابط جفت‌پیوندی طولانی‌مدت برقرار، و با روش‌هایی چون آواز خواندن برای هم و آراستن دیگری با منقار خود، پیوند میان خود را محکم می‌کنند. پژوهش بر روی جفت‌های همجنس در این فنچ‌ها نشان داده‌اند که آن‌ها درست همانند جفت‌های غیرهمجنس، در کنار هم مانده و وفادار به هم می‌مانند. از آنجا که این جفت‌ها هم آشیانه می‌سازند، و هم با پیوند موقت با یک ماده/نر اقدام به زادآوری می‌کنند، پیدا کردن زوج مناسب و وفادار، جدای از جنسش، را می‌توان مهم‌تر از هر چیز دیگر در روابط این فنچ‌ها دانست. چنین پیوندی برای جانوران اجتماعی چون فنچ‌ها می‌تواند نشانگر آن باشد که روابط در میان جانوران می‌تواند «بسیار پیچیده‌تر از یک نر و مادهٔ صرف که با هم جفت می‌شوند و زایش می‌کنند، باشد.»
در بعضی جمعیت‌های قوهای سیاه، تا یک چهارم جمعیت را جفت‌های همجنس‌گرا (بیشتر نر) تشکیل می‌دهند. این جفت‌ها با دزدیدن آشیانه‌ها و تخم‌های دیگر از آن‌ها نگهداری کرده و از جوجهٔ به دنیا آمده، همانند جوجهٔ خود مراقبت می‌کنند. در برخی دیگر از موارد، جفت‌های نر همجنس‌گرا با یک قوی ماده رابطه برقرار کرده و پس از اینکه قوی ماده تخم گذاشت، او را از آشیانه فراری می‌دهند. در میان کبوتران نیز هم‌جنس‌گرایی نرها دیده می‌شود.

### پستانداران
معاشقه و دخول کامل در روابط گاوهای نر، به ویژه گاومیش کوهان‌دار آمریکایی معمول است. روابط جنسی میان زوج‌های همجنس در میان آهوها نیز بسیار رایج است.
دلفین‌های پوزه‌بطری از جمله جانوران دارای بیشترین میزان رفتارهای همجنسگرایانه ثبت شده هستند، و نیمی از تمام روابط جنسی نرهایشان را روابط جنسی با دیگر نرها تشکیل می‌دهند. نرهایی که در گروه‌های کوچک با هم زندگی می‌کنند به صورت مداوم درگیر رفتارهای آمیزشی و جنسی می‌شوند که نه‌تنها رابطهٔ میان‌گروهی‌شان را تقویت می‌کند که آن‌ها را برای آمیزش دگرجنس‌گرایانه با ماده‌ها نیز آماده می‌سازد. رفتارهای همجنسگرایانه در میان ماده نیز دیده می‌شود، ولی به میزانی بسیار کمتر از نرها. در میان اعضای این‌گونه، چنین کنش‌هایی باعث پیوندبخشی اجتماعی می‌شوند و حملات و تجاوزهای درون‌گونه‌ای را بسیار کاهش می‌دهند.
همجنس‌گرایی در گوسفندان (که در ۶ تا ۱۰٪ قوچ‌ها دیده می‌شود) همراه با تفاوت در حجم بخش‌های معینی از مغز و فعالیت‌های شیمیایی است. مطالعاتی که توسط مجلهٔ درون‌ریزشناسی انجام شد، نشان داد که عوامل فیزیولوژیک و زیست‌شناختی در ترجیح شریک جنسی نر یا ماده در هر دو جنس تأثیرگذارند. نتایج این بررسی‌ها با بررسی‌هایی که لوی روی نمونه‌های انسانی انجام داد، مشابه‌است.

### دیگر جانوران
در میان سوسک‌های آرد این احتمال وجود دارد که یک نر با برقراری رابطه با نر دیگر و انتقال منی خود به بدن نر دیگر، آن منی را در صورت ارتباط نر دوم با یک ماده، به ماده منتقل کند. در این صورت، نر نخست منی خود را به شکل غیرمستقیم به ماده منتقل کرده‌است. چنین احتمالی برای دیگر جانورانی که روش‌های انتقال منی کاملاً متفاوتی از چنین حشراتی دارند صدق نمی‌کند.
در ماهیان چاک‌باله لبه‌سیاه، نرهای ضعیف‌تر با تغییر رنگ شکم خود و پدیدار کردن خالی تاریک بر روی آن، همانند ماده‌ها، باعث می‌شوند که نرهای قوی آن را با ماده‌ها اشتباه گرفته، از صدمه زدن بهشان صرف نظر کنند. نر قوی‌تر سپس با نر متظاهر جفت‌گیری می‌کند، و به نر ضعیف این فرصت را می‌دهد که در غیاب رفتار تهاجمی، فرصت جفت‌گیری با ماده‌ها را به دست آورد.

### در میان نخستیان

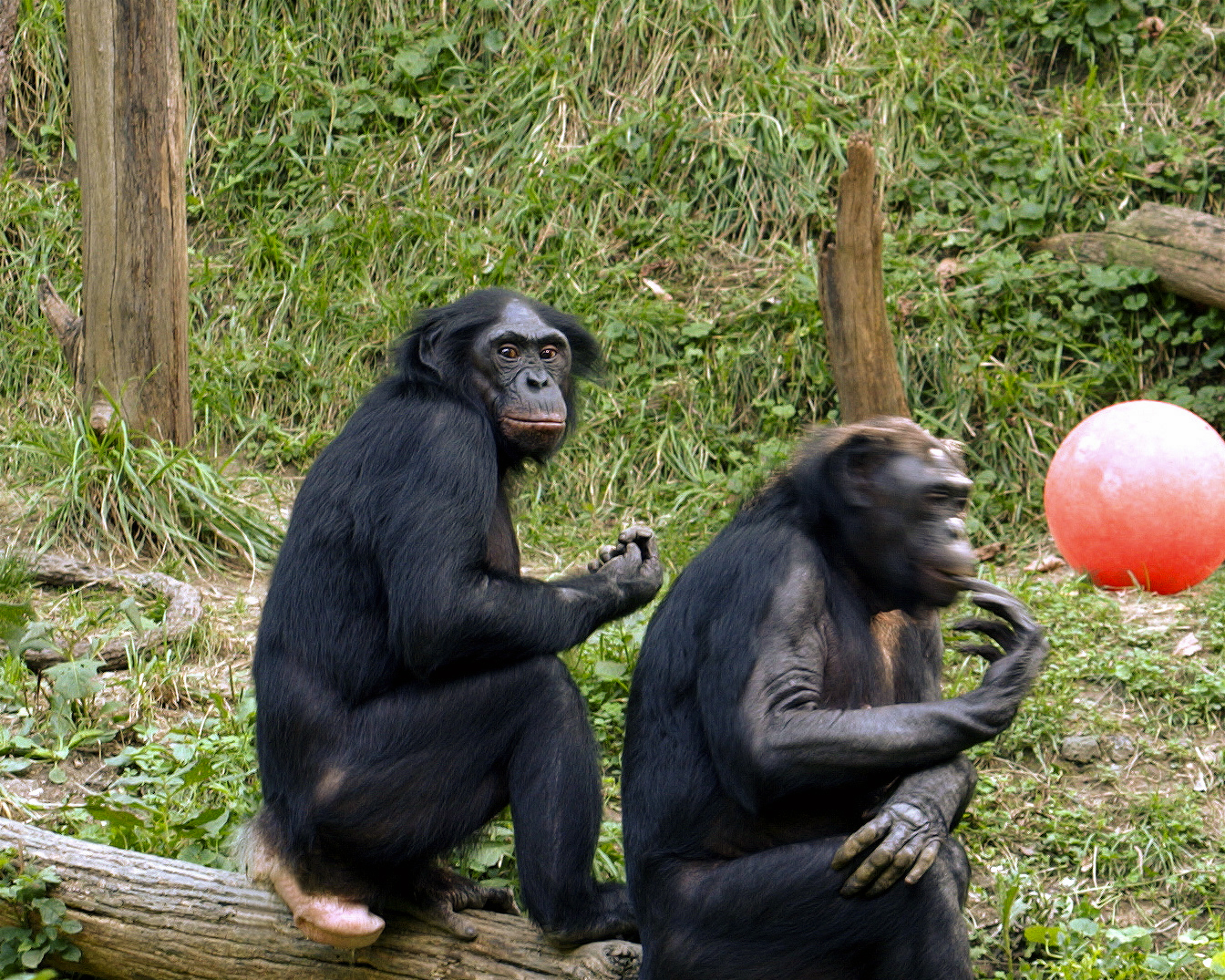
بونوبوها به دلایل اجتماعی پیچیده از خود رفتارهای همجنس‌گرایانه نشان می‌دهند.

بررسی‌ها بر روی رفتارهای همجنسگرایانهٔ نخستیان به آغاز سدهٔ ۲۰ میلادی می‌رسند. این بررسی‌ها از آن روی اهمیت داشته‌اند که مطالعهٔ همجنسگرایی در میان انسان‌ها رابطهٔ نزدیکی با مطالعهٔ این رفتارها در میان نخستیان (به ویژه کپی‌ها) دارد. نخستین پژوهش‌ها بیشتر بر روی نخستیان اسیر متمرکز بودند، و از این رو تصور بر این بود که رفتارهای مشاهده شده پیامدهای نگهداری این جانوران در اسارت هستند. این مشاهدات به ویژه از آن رو قابل توجه بودند که انگیزه بیشتر سوارشدن‌ها در میان نخستیان جنسی نیست؛ در میمون‌هایی که دارای ساختار سلسله‌مراتبی با نری آلفا در بالای هرم تولیدمثل هستند، نرهای جوان به هیچ روی در تولیدمثل شرکت نمی‌کنند. یا برای نمونه، بابونهای نری دیده شده‌اند که در حال آمیزش با ماده‌های باردار یا شیرده بوده‌اند؛ کنشی که هیچ نتیجه تولیدمثلی ندارد.
اگرچه رفتارهای نخستیان برای دهه‌های طولانی مورد مطالعه قرار گرفته‌اند، اما اطلاعات چندانی دربارهٔ رفتار همجنسگرایانه در تعداد زیادی از گونه‌های نخستی وجود ندارد. از میان ۳۳ گروه نخستی با رفتارهای همجنس‌خواهانه، ۱۳ تا از آن‌ها در هر دو محیط آزاد و اسارت این رفتارها را بروز می‌دهند، ۷ تا تنها در محیط آزاد، و ۱۳ تا تنها در اسارت. در مقایسه تکرر بروز، سوارشدن‌های میان دو همجنس در میان نخستیان اسیر بیشتر از همنوعانشان در حیات وحش است. در میان همه نخستی‌ها، رفتارهای همجنس‌خواهانه بیشتر در میان میمون‌های بر قدیم، کپی‌ها، و انسان‌ها دیده می‌شوند که از جمله گروه‌های به نسبت فرگشتیده‌تر هستند؛ اما در میان پیش‌میمون‌ها چنین رفتارهایی دیده نمی‌شود.
به دلیل ساختار اجتماعی پیچیده جوامع نخستی، ممکن است رفتارهای همجنسگرایانه عاملی برای کاهش تنش در میان اعضای گروه نیز باشند. تنش‌های حاصل بر سر غذا یا دسترسی به زوج دردرون گروه، در بونوبوها با تحریک جنسی حاصل از کنش همجنس‌خواهانه و لذت متعاقب آن کاهش می‌یابند. در میان بابون‌ها نیز، سوار شدن یک نر بر نر پایین‌تر از خود، می‌تواند به تحکیم جایگاه سلسله‌مراتبی آن‌ها و کاهش تنش کمک کند. نر قوی‌تر، در هنگام «خوشامدگویی» به نر ضعیف‌تر، زمان بسیار کوتاهی را صرف سوار شدن بر نر دوم یا بازی با اندام‌های حساس یکدیگر می‌کند. دست زدن و مالش اندام‌های حساس یکدیگر، نشانه اعتماد بسیار بالا است. برای بابون‌های دارای دندان‌های نیش بلند و خطرناک، کاهش تنش میان نرها تضمینی برای بقای گروه است. در عین حال، رابطه میان دو نر می‌تواند نه برای ابراز جایگاه سلسله‌مراتبی، که باز به صِرف کاهش تنش یا افزایش همبستگی باشد. برای نمونه، در برخورد دو گروه مختلف بابون‌ها، برخورد میان نرهای اصلی ممکن است خونین و پرتنش باشد، اما رفتار همجنس‌خواهانه می‌تواند جلوی برخورد سخت را بگیرد. دو بابون نر از یک گروه نیز ممکن است با هم پیوند دوستی تشکیل دهند و در درگیری‌ها از هم پشتیبانی کنند؛ عامل تقویت همبستگی میان این دو، کنش‌های همجنس‌خواهانهٔ نزدیکشان است.
در میان بونوبوهای ماده، رفتارهای پیچیده جنسی–اجتماعی، به ویژه در میان ماده‌ها، به خوبی ثبت شده‌است. سوار شدن، نمایش اندام‌های جنسی، و مالاندن اندام‌های جنسی به هم از جمله نمودهای این رفتارها هستند. در هنگام مالش جنسی، مادهٔ غالب در بالا قرار می‌گیرد و ماده کرنش‌گر در پایین. این رفتارها به ویژه هنگامی که گروه بونوبوها به مکانی با انبوه مواد غذایی وارد می‌شوند شدت پیدا می‌کنند تا تنش درون‌گروهی و هیجان را کم کنند.
دو نگره زیست‌جامعه‌شناختی در زمینه رفتارهای اینچنینی در میان نخستیان ماده وجود دارند و هر دو به توضیح اهمیت سوارشدن ماده–ماده برای کارکرد گروه‌های نخستی می‌پردازند. بر پایه نگره نخست (پارکر و پیرسون، ۱۹۷۶)، یک ماده از آن روی بر ماده دیگر سوار می‌شود تا با نشان‌دادن رفتار جنسی نر، توجه نرها را به خود جلب کرده، احتمال آمیزش با خود را بالا ببرد. مادهٔ سواری‌ده نیز، که شانس خود را برای یافتن زوج از دست می‌دهد، احتمالاً به خاطر انتخاب خویشاوندی یا ایثار متقابل اقدام به پذیرش مادهٔ دیگر می‌کند. نگرهٔ دوم (ندلر، ۱۹۹۰) اما بر تأثیری که سوارشدن مادهٔ نخست بر مادهٔ سواری‌ده در کم‌کردن عمدی شانس دومی در رقابت با نخستی استوار است؛ مادهٔ نخست با سوارشدن بر مادهٔ دیگر، نوعی محرک جنسی جایگزین نرها برای او فراهم می‌آورد، و در عمل وی را از به دنبال نرها رفتن دور نگه می‌دارد. همچنین، سوارشدن مادهٔ نخست، شانس مادهٔ سواری‌ده را برای باردارشدن کم می‌کند، و در نتیجه رقیب‌های کمتری برای مادهٔ نخست در آینده پدیدمی‌آورد.
جدای از توضیح‌های تطبیقی دربارهٔ چرایی پدید آمدن رفتارهای همجنسگرایانه در میان نخستی‌های پیشرفته با ساختارهای اجتماعی پیچیده‌تر، رفتارشناسی جنسی این جانوران خود اهمیت بالایی در درک این چرایی دارد. در میان ماکاک‌های ژاپنی، سوار شدن ماده‌ها برهم گاه در زمان‌هایی صورت می‌گیرد که نه نیازی به ابراز غلبه و اعلام جایگاه سلسله‌مراتبی است، و نه نیاز به آشتی و برقراری دوستی دوباره پس از تنش. نشانه‌ای نیز در دست نیست که ماده‌ها در هنگام کنش همجنسگرایانه خود تحت تغییرات نورولوژیکی یا هورمونی خاصی بوده باشند. از این رو، می‌توان تصور کرد که ماده‌ها تنها به دلیل «لذت» صرف از رابطهٔ جنسی، اقدام به برقراری نزدیکی همجنسگرایانه کرده‌اند. احتمال داشتن ریشه لذت‌جویانه این رفتار آنجا تقویت می‌شود که بررسی‌ها نشان داده‌اند هر دو جنس نر و ماده، در هنگام جفت‌گیری دگرجنس‌گرایانه، همجنس‌گرایانه، و خودارضایی به ارگاسم می‌رسند. همچنین، خودارضایی در میان بعضی گروه‌های نخستی‌ها بسیار رایج است و بالا یا پایین بودن دفعات وقوع آن در اعضای برخی جوامع نخستی به موازات دفعات وقوع رفتارهای همجنس‌گرایانه به پیش می‌رود. در میمون‌های ماکاک ژاپنی، ماده گاه در حالتی قرار می‌گیرد که در آن، دست‌ها بر کمر ماده زیرین قفل شده، و ماده بالایی با «تاب خوردن»، فرج و میاندوراه و مقعد خود را بر سطح پشتی ماده زیرین مالش می‌دهد تا با تحریک هم‌زمان همه اندام‌های حساس، میزان لذت جنسی را بالا برد. از چنین رفتارهایی می‌توان نتیجه گرفت که رفتارهای همجنس‌گرایانه در نخستیان، اگرچه همواره به صورت پاره‌ای مقصود اجتماعی دارند، اما در بسیاری موارد نیز صرفاً به خاطر لذت‌جویی هستند.